# Universitetstidningen
Universitetstidningen (UT) är Luleå studentkårs nyhetsblad vid Luleå tekniska universitet. Den utkommer i magasinformat månadsvis under höst- och vårterminen förutom under tentaperioderna. Tidigare utkom den en gång i veckan med publikation varje måndag.
Tidningen grundades i sin nuvarande form hösten 2002 då studenttidningen Trik och annonsbladet Knyst slogs samman.
Under läsåret 2006-2007 slogs Teknologkårens kårtidning Teknofonen samman med UT. Trik har under årens lopp bland annat hetat Trik, Trikårlåren och Kårsordet.
Universitetstidningens chefredaktörer:
- Dennis Larsson (vår 2012 - hösten 2012)
- Eric Lundvall (hösten 2009 - hösten 2010)
- Petra Salenvall, Haida Jamshidi (hösten 2008 - 2009)
- Masoud Bokharaei, Petra Salenvall (våren 2008 - hösten 2008)
- Max Brimberg, Tim Runerås (våren 2007 - hösten 2007)
- Johan Arvidsson (våren 2006 – hösten 2006)
- Leonardo Cornejo (hösten 2003 – hösten 2005)
- Anders Johansson (våren 2003)
- Simon Vindevåg (hösten 2002)

Triks, Trikårlårens och Kårsordets chefredaktörer:
- Simon Vindevåg (hösten 2001 – våren 2002)
- Sofia Bergfeldt (hösten 2000 – våren 2001)
- Peter Ohlander (våren 2000)
- Robert Wallenberg (hösten 1999)
- Jessica Mann (våren 1998 – våren 1999)
- Johan Thorén (våren 1997 – hösten 1997)
- Harald Stribén (våren 1996 – våren 1997)
- Jesper Cervin (våren 1995 – våren 1996)
- Malin Nilsson (hösten 1994 – våren 1995)
- Mattias Häggström (hösten 1994)
- Mikael Holmgren (våren 1994)
- Mattias Rofva (våren 1994)
- Johan Grahn (hösten 1993)
- Catarina Eklöf (våren 1992 – hösten 1992)
- Gunnar Larsson (våren 1991 – hösten 1991)
- Staffan Davidsson (våren 1990 – våren 1991)
- Anna Westberg (hösten 1989)
- Michael Kling (våren 1989)